# Xerxes II
Khasayarsha/Xerxes II là một vị vua Ba Tư, con đồng thời là người thừa kế của Artaxerxes I. Sau 45 ngày cai trị, năm 424 TCN ông bị em của ông, Sogdianus ám hại, người mà sau đó lại bị Darius II giết. Ông là một nhân vật lịch sử ít được biết đến, chỉ được đề cập đến trong các sách sử của Ctesias. Sử sách cho rằng ông là con của Artaxerxes I và nữ hoàng Damaspia. Ông được phụ hoàng phong làm thái tử.
Theo các mẫu văn tự cổ, Artaxerxes I đã chết ngày 24 tháng 12 năm 424 TCN. Xerxes lên ngôi nhưng hai người em khác mẹ của ông cũng xưng đế. Người thứ nhất là Sogdianus, con của cung nữ Alogyne của Babylon. Người thứ nhì là Darius II, con của cung nữ Cosmartidence của Babylon, Darius cưới người em gái khác mẹ là Parysatis, con gái Artaxerxes I và cung nữ Andia của Babylon.
Xerxes chỉ được phong vương ở Ba Tư và Sogdianus thì ở Elam. Theo các mẫu văn tự cổ, Darius II Ochus bắt đầu cai trị Ba Tư ngày 10 tháng 1 năm 423 TCN. Khi ấy, ông chỉ là satrap (tỉnh trưởng) Hyrcania và được dân Media, Babylon và Ai Cập phong vương ít lâu sau đó. Xerxes II chỉ cai trị được 45 ngày. Trong khi say rượu, ông bị Pharnacyas và Menostanes ám hại theo mệnh lệnh của Sogdianus. Sogdianus sau đó lên ngôi với sự ủng hộ của các miền đất mà đã công nhận ông là hoàng đế. Sogdianus bị ám hại vài tháng sau đó. Darius II trở thành hoàng đế của toàn Ba Tư cho đến khi chết năm 404 TCN.
Xerxes II hoặc cha ông được xem là vua Ahasuerus trong sách của Esther.

## Link liên quan
- Tiêu sử của Xerxes II Lưu trữ ngày 11 tháng 12 năm 2006 tại Wayback Machine| Xerxes II Nhà AchaemenidSinh: , ?? Mất: , 424 TCN |                                      |                    |
| Tiền nhiệm Artaxerxes I                           | Hoàng đế Ba Tư vĩ đại (Shah) 424 TCN | Kế nhiệm Sogdianus |
| Tiền nhiệm Artaxerxes I                           | Pharaong của Ai Cập 424 TCN          | Kế nhiệm Sogdianus |